# Themacommissie Technologiebeleid
De Themacommissie Technologiebeleid was een Tweede Kamercommissie. Deze Themacommissie hield zich bezig met het technologiebeleid.
Een themacommissie houdt zich bezig met onderwerpen van maatschappelijk belang die niet specifiek één ministerie aangaan. Door een themacommissie kan los van directe politieke besluitvorming en zonder dat er een regeringsinitiatief is, van gedachte worden gewisseld over belangrijke maatschappelijke vraagstukken.

## Commissieleden
- Lousewies van der Laan (D66) (voorzitter)
- Martijn van Dam (PvdA)
- Arda Gerkens (SP)
- Jos Hessels (CDA)
- Margot Kraneveldt (LPF)
- Zsolt Szabó (VVD)
- Bas van der Vlies (SGP)

De griffier was E. Stolk.